# Вронка (Вармінсько-Мазурське воєводство)
Вронка (пол. Wronka, нім. Kleinwarnau) — село в Польщі, у гміні Ґіжицько Гіжицького повіту Вармінсько-Мазурського воєводства.
Населення — 110 осіб (2011).
У 1975-1998 роках село належало до Сувальського воєводства.

## Демографія
Демографічна структура станом на 31 березня 2011 року:
|          | Загалом | Допрацездатний вік | Працездатний вік | Постпрацездатний вік |
| -------- | ------- | ------------------ | ---------------- | -------------------- |
| Чоловіки | 60      | 8                  | 48               | 4                    |
| Жінки    | 50      | 9                  | 30               | 11                   |
| Разом    | 110     | 17                 | 78               | 15                   |